# Еглич, Жига
Жига Еглич (словен. Žiga Jeglič, родился 24 февраля 1988 в Крани) — словенский хоккеист, левый нападающий клуба «Млада Болеслав» и сборной Словении.

## Карьера

### Клубная
Воспитанник школы клуба «Блед», выступал с 2003 по 2007 годы за молодёжную команду этого клуба в первенстве Словении и с 2005 по 2007 годы в основном составе в 4-й Каринтийской лиге. С 2007 по 2011 годы выступал за «Акрони Есенице» как в основном составе (в Австрийской хоккейной лиге), так и за молодёжную команду в чемпионате Словении. Чемпион Словении 2010 и 2011 годов, вместе с Роком Тичаром и Робертом Саболичем в составе клуба сформировал самое мощное ударное звено: возраст игроков не превышал 22 лет на начало сезона. С мая 2011 года выступает за шведский клуб «Сёдертелье». В 2018 году хоккейный клуб «Нефтехимик» расторг контракт с нападающим Жигой Егличем по обоюдному согласию сторон. Сезон 2019/2020 начал за «Злин» в чешской Экстралиге, 13 ноября 2019 года было объявлено о переходе Жиги Еглича в клуб «Млада Болеслав».

### В сборной
В составе сборной Словении участвовал в чемпионатах мира 2010 и 2012 годов в Первом дивизионе, а также на первенствах мира 2011 и 2013 годов в высшем дивизионе. На чемпионате мира 2011 в Словакии отметился шайбой в ворота сборной Германии и двумя голевыми передачами. На чемпионате мира 2013 в Швеции и Финляндии в шести играх забросил одну шайбу и отдал одну голевую передачу. На зимних Олимпийских играх 2014 года он забросил две шайбы в ворота сборной России, однако его сборная снова проиграла россиянам уже со счётом 5:2.

## Скандалы
- На чемпионате мира 2011 года Жига Еглич подрался с игроком сборной России Алексеем Емелиным и разбил себе лицо в кровь[5].

## Допинг
- На Олимпиаде 2018 в Пхёнчане допинг-проба нападающего сборной Словении и «Нефтехимика» Жиги Еглич дала положительный результат на запрещённый препарат фенотерол[6]. Сам Еглич сказал, что забыл сообщить до начала олимпиады в Пхёнчане о принимаемом им лекарстве от астмы в качестве терапевтического исключения[7][8], за что был дисквалифицирован на 8 месяцев.